# Menophra annegreteae
Menophra annegreteae is een vlinder uit de familie spanners (Geometridae). De wetenschappelijke naam is voor het eerst geldig gepubliceerd in 2007 door Skou.
De soort komt voor in Europa.